# Mykologia

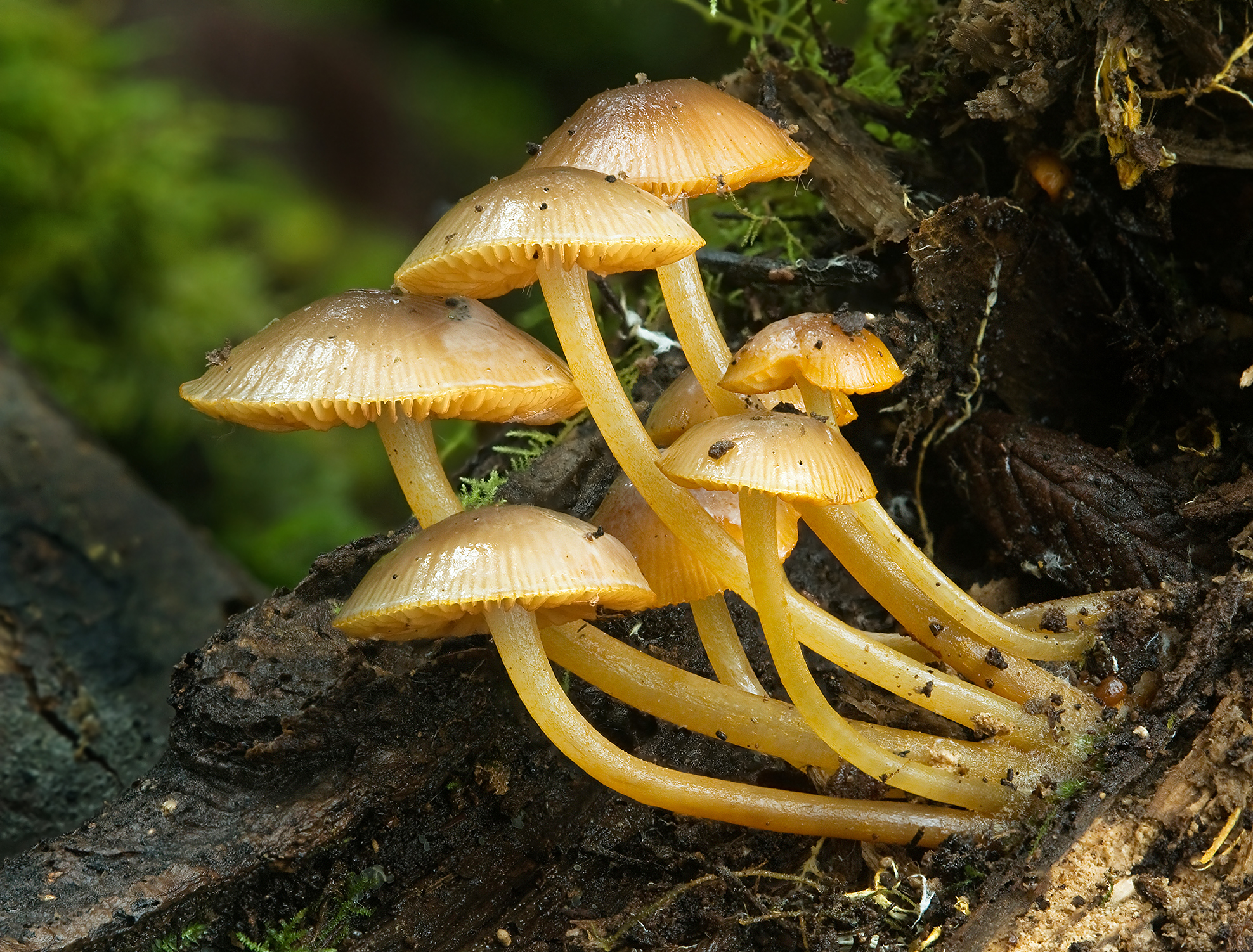
Grzyby – obiekt zainteresowania mykologii.

Mykologia, grzyboznawstwo (gr. mýkēs „grzyb”, lógos „słowo”, „nauka”) – dział biologii zajmujący się badaniem grzybów (Fungi), ich systematyką, budową (morfologią, anatomią, cytologią), fizjologią, a także znaczeniem dla człowieka.
Początkowo grzyby zaliczane były do roślin, a mykologia jeszcze w XX wieku była działem botaniki. Czasem łączono ją z fykologią i briologią, wyróżniając kryptogamologię. Jako odrębna od botaniki gałąź biologii wydzieliła się, gdy grzyby zostały uznane za odrębne królestwo. W połowie XIX wieku z mykologii wyodrębniła się fitopatologia, czyli patologia roślin.

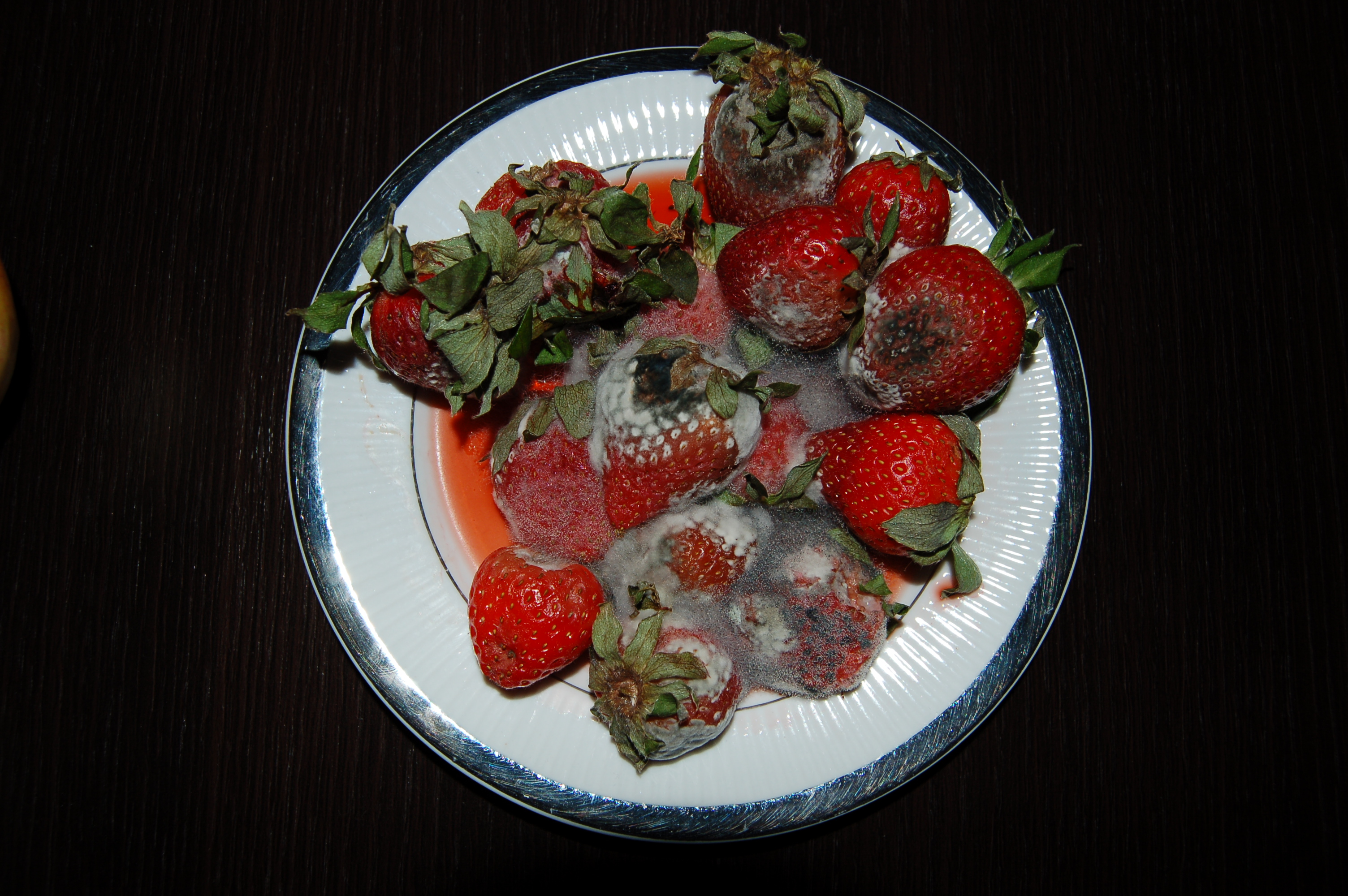
Pleśń pokrywająca truskawki

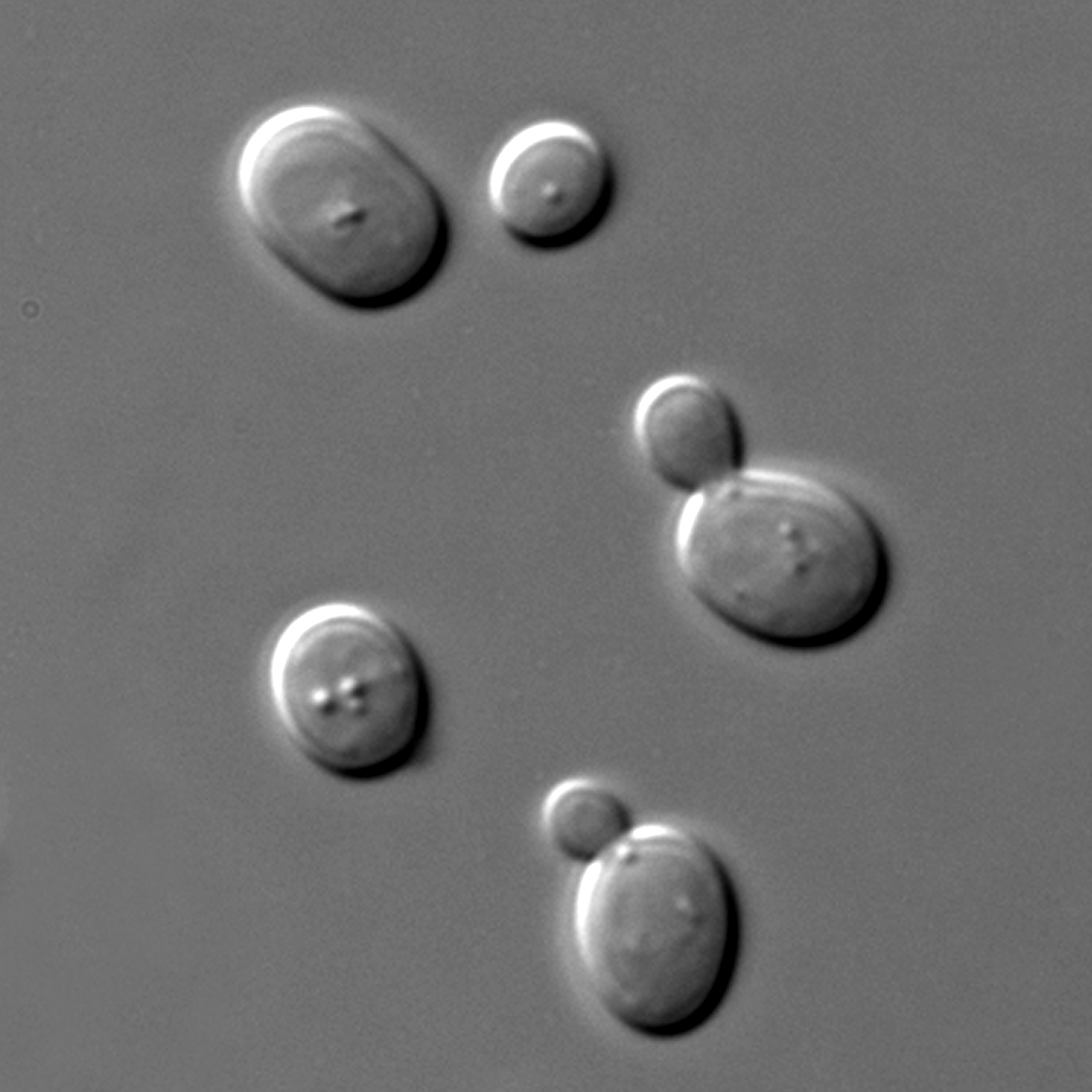
Rozmnażanie się Saccharomyces cerevisiae przez pączkowanie

## Nazwa
W języku polskim istnieje oboczność zapisu i wymowy terminu mykologia/mikologia oraz jego pochodnych. Według części opinii normatywnych właściwą formą jest mikologia, gdyż wpisuje się to we wzorzec spolszczania nazw greckich rozpoczynających się od sylaby μυ. Stanowisko to było długo potwierdzane zapisami większości słowników poprawnościowych, z drugiej jednak strony większość naukowców zajmujących się grzybami używała formy mykologia. Ten wariant z kolei został odnotowany przez autorów „Wielkiego słownika wyrazów obcych PWN” pod redakcją Mirosława Bańki z 2003 r. Ponadto językoznawcy-normatywiści uznawali, że forma mikologia, choć preferowana, jest pewnego rodzaju wyjątkiem, a wzorzec spolszczania tej sylaby jako mi nie w każdym przypadku jest konsekwentny. Przez pewien czas zatem za zgodną z normą uważano formę mikologia, od 2003 r. zaś istniały podstawy do uznawania obu form za równorzędne (mimo liczniejszej grupy słowników notujących jedynie formę mikologia). W 2011 r. na wniosek grupy naukowców planujących założenie stowarzyszenia naukowego zajmującego się nauką o grzybach (Polskie Towarzystwo Mykologiczne) Rada Języka Polskiego podjęła dyskusję na ten temat. W jej wyniku aprobatę normatywną przyznano preferowanej przez biologów mykologia. Terminem pewnym jest rodzime grzyboznawstwo.

## Działy mykologii
- etnomykologia zajmująca się zastosowaniem i rolą grzybów w kulturze
- hydromykologia zajmująca się badaniem grzybów wodnych
- mykologia budowlana zajmująca się badaniem wpływu grzybów na konstrukcje budowlane i ich ochroną przed grzybami
- mykologia medyczna zajmująca się wpływem grzybów na organizm i chorobami wywołanymi przez grzyby
- mykologia przemysłowa zajmująca się wykorzystaniem grzybów w biotechnologii i produkcji żywności
- mykologia weterynaryjna zajmująca się grzybowymi chorobami zwierząt
- mykotoksykologia zajmująca się badaniem mykotoksyn i ich wpływu na organizm
- lichenologia zajmująca się porostami (Lichenes), będącymi obiektem współżycia glonów i grzybów
- paleomykologia zajmująca się grzybami kopalnymi